# 1393

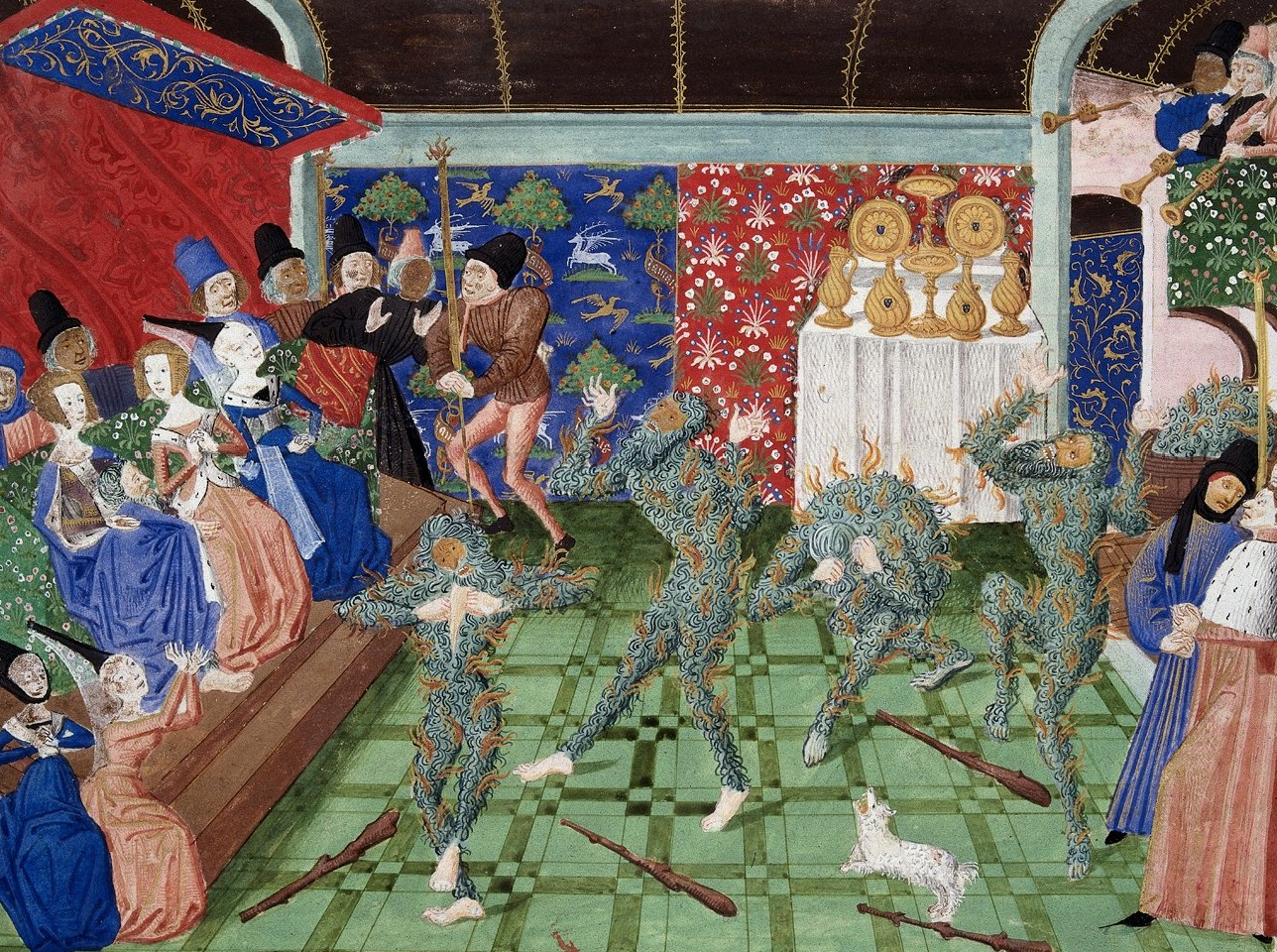
Bal des Ardents

Het jaar 1393 is het 93e jaar in de 14e eeuw volgens de christelijke jaartelling.

## Gebeurtenissen
- 28 januari - Bal des Ardents: Tijdens een charivari komen vier vrienden van koning Karel VI van Frankrijk om door brand. De koning vervalt definitief tot waanzin en geeft het regentschap over aan zijn broer Lodewijk I van Orléans. Omdat deze te jong wordt geacht, nemen diens ooms Jan van Berry en Filips de Stoute de feitelijke macht in handen.
- 20 maart - De Boheemse priester Johannes van Nepomuk wordt in opdracht van koning Wenceslaus IV van Bohemen gefolterd en in de Moldau gegooid, waar hij verdrinkt.
- 8 september - Theodoor II van Monferrato trouwt met Johanna van Bar.
- 12 november - Het kasteel Paddenpoel bij Leiden wordt in opdracht van de graaf van Holland volledig verwoest als represaille voor de moord op Aleid van Poelgeest.
- De stad Amsterdam krijgt zeggenschap over het schiereiland Volewijck, dat aan de andere kant van het IJ gelegen is.
- Hendrik III van Castilië trouwt met Catharina van Lancaster.
- De latere Ferdinand I van Aragon trouwt met Eleonora Urraca.
- Het Stadhuis van Kortrijk wordt door brand verwoest.
- oudst bekende vermelding: Oploo

## Opvolging
- patriarch van Antiochië (Grieks) - Pachomius van Antiochië opgevolgd door Nilus
- Beieren-Landshut - Frederik opgevolgd door zijn zoon Hendrik XVI
- Duitse Orde - Koenraad IV van Wallenrode opgevolgd door Koenraad V van Jungingen
- Georgië - Bagrat V opgevolgd door zijn zoon George VII
- Gulik - Willem II opgevolgd door zijn zoon Willem I van Gelre
- Kleef - Adolf III van der Mark opgevolgd door zijn zoon Adolf IV
- La Marche - Jan I opgevolgd door zijn zoon Jacob II
- Malta - Raimondo III Moncada opgevolgd door Artale II Alagona
- Mark - Adolf III van der Mark opgevolgd door zijn zoon Diederik X van Kleef
- Nassau-Wiesbaden-Idstein - Walram IV opgevolgd door zijn zoon Adolf II
- Orange - Raymond V van Les Baux opgevolgd door zijn dochter Maria van Les Baux en dier echtgenoot Jan III van Chalon
- Sagan - Hendrik VI de Oude opgevolgd door zijn echtgenote Hedwig van Legnica
- Straatsburg - Frederik van Blankenheim opgevolgd door Willem II van Diest
- Utrecht - Floris van Wevelinkhoven opgevolgd door Frederik van Blankenheim
- Wolgast - Bogislaw VI opgevolgd door Wartislaw VI

## Afbeeldingen

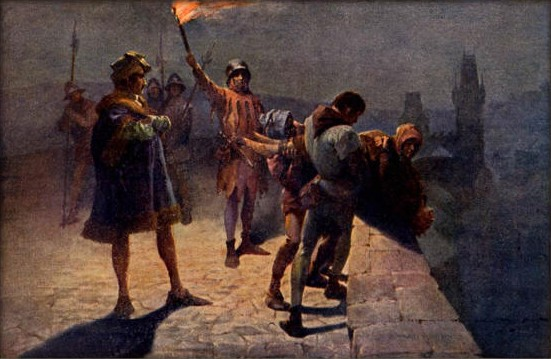
martelaarschap van Johannes Nepomucenus
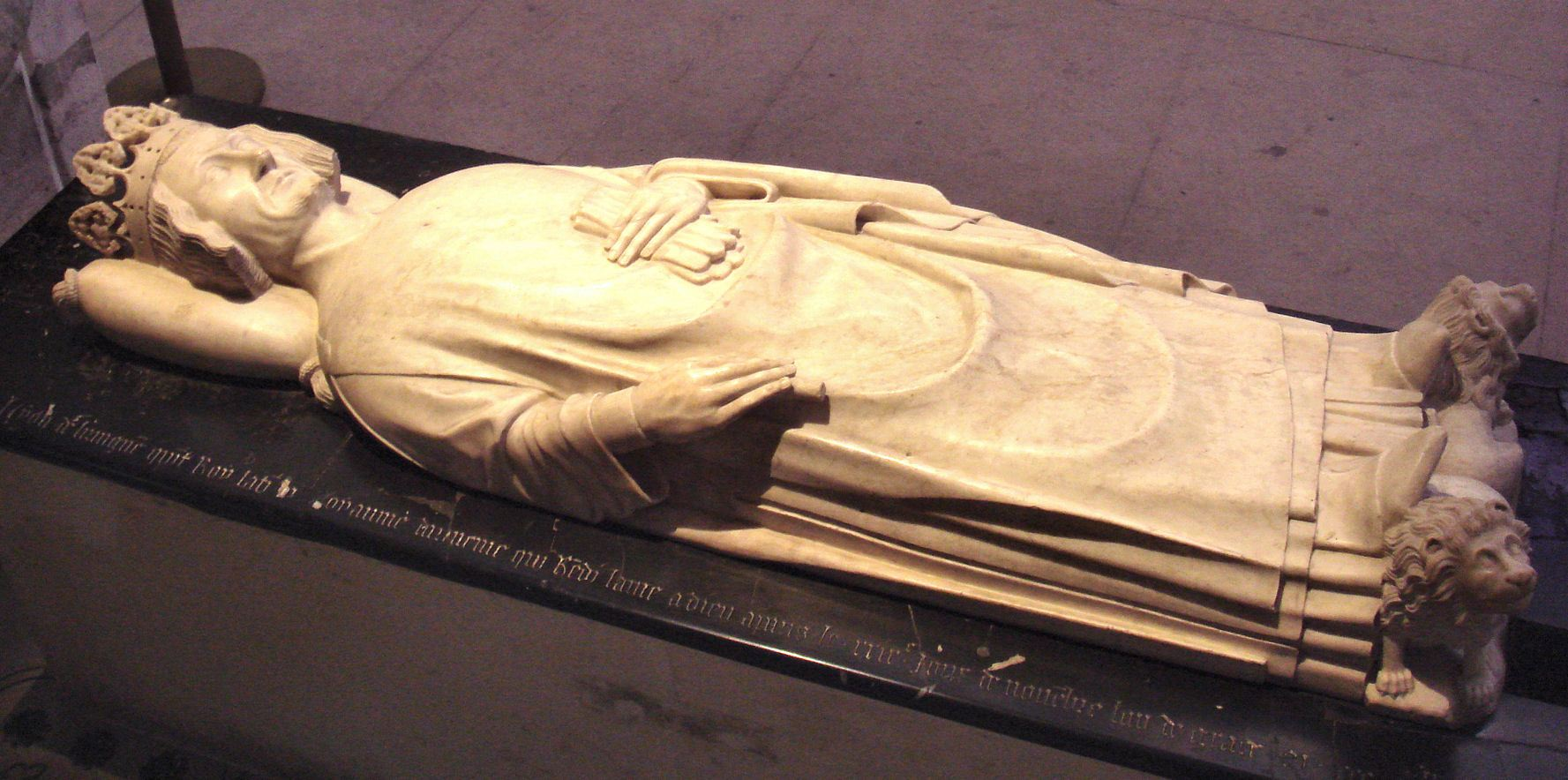
gisant van Leo VI van Armenië

## Geboren
- Andrea Vendramin, doge van Venetië (1476-1478)
- Margaretha van Bourgondië, Bourgondisch edelvrouw
- Maria van Valois, Frans prinses en priores
- Petrus de Thimo, Brabants kroniekschrijver
- Walraven van Meurs, Nederlands geestelijke

## Overleden
- 22 februari - John Devereux (~55), Engels edelman
- 20 maart - Johannes Nepomucenus, Boheems geestelijke
- 4 april - Floris van Wevelinkhoven, bisschop van Münster (1364-1378) en Utrecht (1378-1393)
- 15 april - Elisabeth van Pommeren (~45), echtgenote van keizer Karel IV
- 6 juni - Go-En'yu (34), tegenkeizer van Japan (1371-1382)
- 7 november - Walram IV van Nassau-Wiesbaden-Idstein (~39 of ~45), graaf van Nassau-Wiesbaden-Idstein (1370-1393)
- 29 november - Leo VI (~51), koning van Armenië (1374-1375)
- 4 december - Frederik van Beieren, hertog van Beieren-Landshut
- 5 december - Hendrik VI de Oude (~48), hertog van Sagan
- 13 december - Willem II (~68), hertog van Gulik
- Bagrat V, koning van Georgië (1360-1393)
- Hendrik VI de Oude, hertog van Sagan
- Koenraad IV van Wallenrode, grootmeester van de Duitse Orde (1391-1393)
- Valentina Visconti (~36), echtgenote van Peter II van Cyprus
- Willem II van Naaldwijk, Hollands edelman
- Omar Shaykh (~37), zoon van Timoer Lenk (jaartal bij benadering)